# 中村元記念館

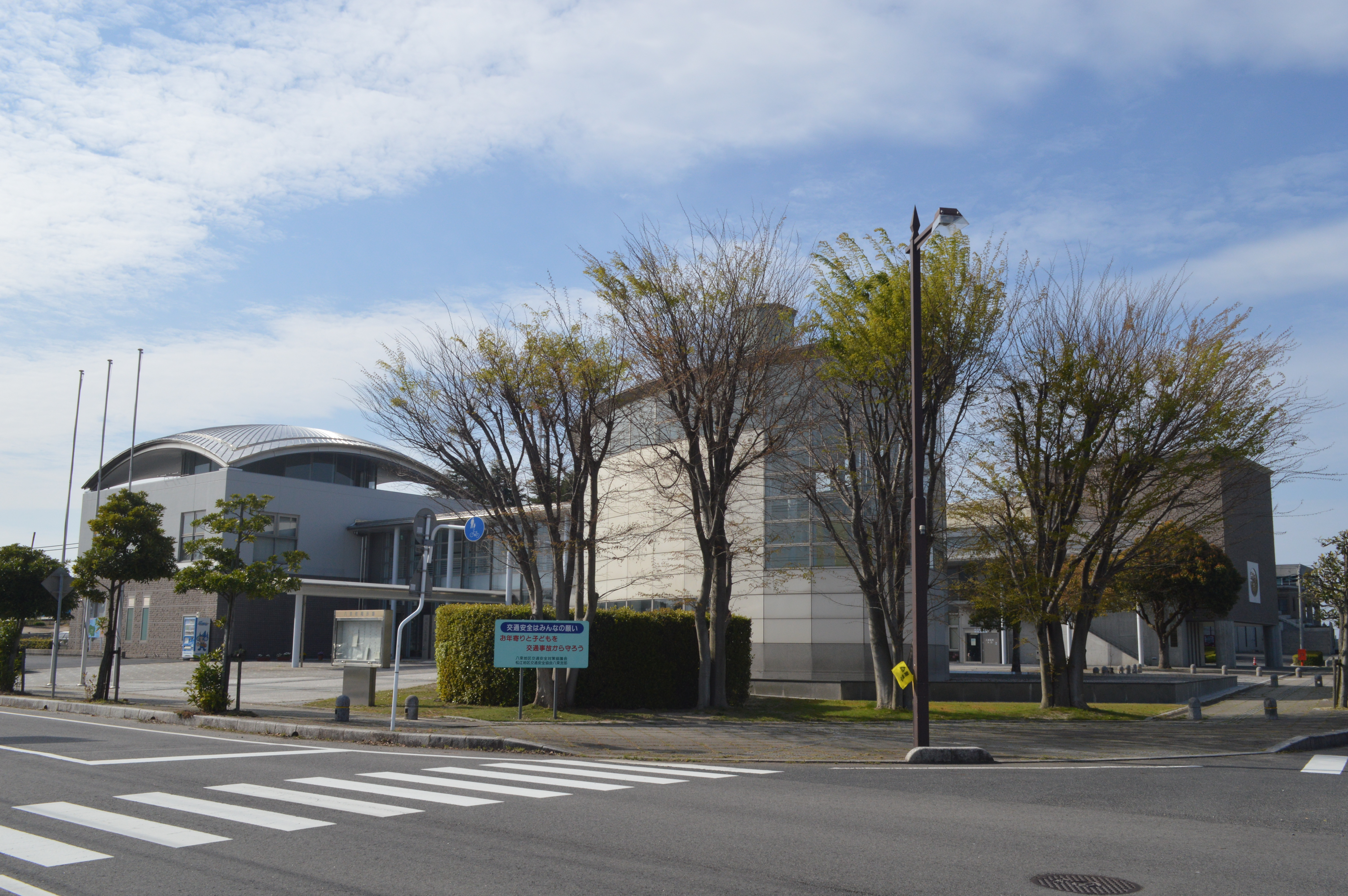
記念館がある松江市役所八束支所

中村元記念館（なかむらはじめきねんかん）は、島根県松江市八束町の松江市役所八束支所2階にある中村元の記念館。

## 歴史
2010年（平成24年）10月10日、中村元（東京大学名誉教授・日本学士院会員）の生誕100周年を記念して、その功績を顕彰することや、東洋思想・文化研究の啓発普及を目的として、中村元の出身地である島根県松江市に創立された。2014年10月に「中村元東洋思想文化賞」が創設された

### 学術会議
- 2013年（平成25年）8月31日から9月1日までの2日間、日本印度学仏教学会第64回学術大会が開催された。
- 2014年（平成26年）7月19日から20日までの2日間、比較思想学会第41回学術大会が開催された
- 2015年（平成27年）11月、日本仏教教育学会学術大会が開催された。

## 展示
中村元博士の蔵書約3万冊の保護・管理および著作・遺品・書斎の展示公開を行う。運営は特定非営利活動法人中村元記念館東洋思想文化研究所。

## 利用案内
- 開館時間:10:00～18:00
- 休館日:月曜日、年末年始
- 入館料:無料

## 交通アクセス
- 西日本旅客鉄道（JR西日本）山陰本線 松江駅より市バス八束町行乗車、「八束支所前」下車。